# Metanoia (film)
Metanoia – polski film obyczajowy z 2005 roku w reżyserii Radosława Markiewicza. Zdjęcia do filmu kręcono w Strzemieszycach Wielkich i Czernej koło podkrakowskich  Krzeszowic 

## Opis fabuły
Zakonnik Jozue (Mariusz Bonaszewski) nie znajduje spełnienia w modlitwach ani w umartwianiu się. Marzy o przemianie duchowej. W końcu przeor pozwala mu opuścić klasztor. Zakonnik ma zaopiekować się umierającym pustelnikiem. Po śmierci podopiecznego Jozue postanawia dokończyć jego dzieło – ikonostas.

## Obsada
- Mariusz Bonaszewski − jako Jozue
- Marta Gejko − jako kobieta
- Arkadiusz Bazak − jako opat
- Jerzy Wasiuczyński − jako pustelnik
- Marcin Stec − jako żołnierz

i inni